# Jefferson Township (Clinton County, Ohio)
Jefferson Township ist eines von 13 Townships des Clinton Countys im US-Bundesstaat Ohio. Nach der Volkszählung im Jahr 2000 waren hier 1301 Einwohner registriert.

## Geografie
Jefferson Township liegt im Südwesten des Clinton Countys im mittleren Südwesten von Ohio und grenzt im Uhrzeigersinn an die Townships: Washington Township, Clark Township, Dodson Township im Highland County, Perry Township im Brown County und Marion Township.

## Geschichte
Das Township wurde 1839 aus Teilen des Clark- und des Marion Townships gebildet. Benannt wurde es nach Thomas Jefferson, dem dritten Präsidenten der Vereinigten Staaten.

## Verwaltung
Das Township wird durch ein Board of Trustees, bestehend aus drei gewählten Mitgliedern, verwaltet. Zwei Personen werden jeweils im Jahr nach der Präsidentschaftswahl gewählt und eine jeweils im Jahr davor. Die Amtszeit dauert in der Regel vier Jahre und beginnt jeweils am 1. Januar. Daneben gibt es noch einen Township Clerk (zuständig für Finanzen und Budget), der ebenfalls im Jahr vor der Präsidentschaftswahl auf eine vierjährige Amtszeit gewählt wird. Dessen Amtszeit beginnt jeweils am 1. April.